# デス・マーチャント
『デス・マーチャント』(原題：The Death Merchant)は、アメリカの作家、ジョゼフ・ローゼンバーガーが執筆したスパイ・アクション小説。
本国では本篇70巻に加えて番外1巻の計71巻が発売され、日本ではこのうち12巻が発売された。

## 特徴
発売された当時（1970年代から1980年代）のアクション小説のなかではSF色が強く、戦争アクションに近いスタイル。また恋愛のシーンがほとんどないこともこの作品の特徴である。

## キャラクター
リチャード・カメリオン / デス・マーチャント
殺し屋。ニックネームはデス・マーチャント（死の商人）。
フリーランスだが、おもに政府関係の仕事を請け負う。経歴はいっさい不明。冷酷非情な性格で任務に障害になると判断すればたとえ相手が警官でも殺害するが、無抵抗の相手への暴行を躊躇する一面も持ち合わせている。
変装の達人。博学で武器の使用に長け、素手での戦闘力も高い。
かなりの反共主義者で、相手が東洋人であればグックと呼ぶこともある。
自宅に2匹の豚を飼っている。

## 作品リスト
※日本で発売されたもののみ記す。すべて東京創元社（創元推理文庫）刊。
- 1)『デス・マーチャント登場』 (The Death Merchant)

マフィアの大ボスは組織の内紛を鎮めるためデス・マーチャントことカメリオンを雇う。カメリオンは暗殺任務の途中、ある女性と恋に落ちる。
- 2)『デス・マーチャント / 憂国騎士団の陰謀』 (Death Merchant:Operation Overkill)

クーデター計画が発覚した。大統領側近は大統領に対しカメリオンを雇うよう進言する。
- 3)『デス・マーチャント / 精神破壊装置』 (Death Merchant:The Psychotron Plot)

ソ連とエジプトは共同で最新の秘密兵器「精神破壊装置」を開発した。遊牧民らをターゲットに人体実験を行う彼らにカメリオンが立ち向かう。
- 4)『デス・マーチャント / 狂ったノアの方舟』 (Death Merchant: Billionaire Mission,1974)

世界征服を企む悪魔崇拝のグループを壊滅させるため、カメリオンはイタリアとオーストラリアで掃討作戦を行う。
- 5)『デス・マーチャント / 悪夢の日本連合赤軍』 (Nipponese Nightmare,1978)

日本が舞台のエピソード。北朝鮮と組んだ連合赤軍の野望をカメリオンが打ち砕く。
- 6)『デス・マーチャント / サンダーボルト作戦』 (Death Merchant: Operation Thunderbolt,1978)

旅客機が北朝鮮に不時着する。北朝鮮はこの旅客機をスパイ機と決め付け乗員・乗客全員の処刑を決断する。アメリカは乗客名簿に核物理学者がいたため、カメリオンにこの博士の暗殺を命じる。観光客を装って北朝鮮に潜入したカメリオンは政府の命令を無視し、捕らわれた乗客・乗員全員を救出する。
- 7)『デス・マーチャント / 死のマンハント』 (Death Merchant: Deadly Manhunt,1979)

『狂ったノアの方舟』の後日譚。かつて世界征服を試みた悪の教祖を殺したカメリオンは、この男の息子から命を狙われる。
- 8)『デス・マーチャント / ヒトラーの金塊』 (Death Merchant: High Command Murder,1980)

アドルフ・ヒトラーの遺産をめぐる争奪戦。
- 9)『デス・マーチャント / 魔の三角海域』 (Death Merchant: the Bermuda Triangle Action,1980)

カリブ海を舞台にアメリカ沈没をもくろむソ連軍とカメリオンが死闘を繰り広げる。
- 10)『デス・マーチャント / 青い炎の殺人』 (Death Merchant: the Burning Blue Death,1980)

人体が自然発火し死亡する事件が相次ぐ。カメリオンはナチス・ドイツが戦時中「人体燃焼実験」を行っていたことを知る。
- 11)『デス・マーチャント / 消えた極秘ファイル』 (Death Merchant: Blueprint Invisibility,1980)

テレポート装置の資料が盗まれた。事件に中国の諜報機関が関与していると判断したアメリカ政府はカメリオンを雇う。
- 12)『デス・マーチャント / 殺人衛星を奪い取れ!』 (Death Merchant: Operation Skyhook,1981)

インドネシアに人工衛星が落下する。アメリカ合衆国によって現地に派遣されたカメリオンは、CIAの工作員とともにインドネシア国軍とKGB相手に戦いを挑む。
※東京創元社での刊行は1・8・2・6・7・5・9・10・3・4・12・11の順である。